# 图克
图克（法語：Touques，法語發音：[tuk] ⓘ）是法国卡尔瓦多斯省的一个市镇，位于该省东北部，属于利雪区。

## 地理
图克（49°20'33"N, 0°6'7"E）面积8.13 平方千米，位于法国诺曼底大区卡爾瓦多斯省，该省份为法国西北部沿海省份，北濒大西洋英吉利海峡，东北与滨海塞纳省以海上边界相接，东临厄尔省，南至奧恩省，西与芒什省接壤。
与图克接壤的市镇（或旧市镇、城区）包括：图克河畔博讷维尔、多维尔、圣阿尔努、圣加蒂安德布瓦、滨海特鲁维尔。
图克的时区为UTC+01:00、UTC+02:00（夏令时）。

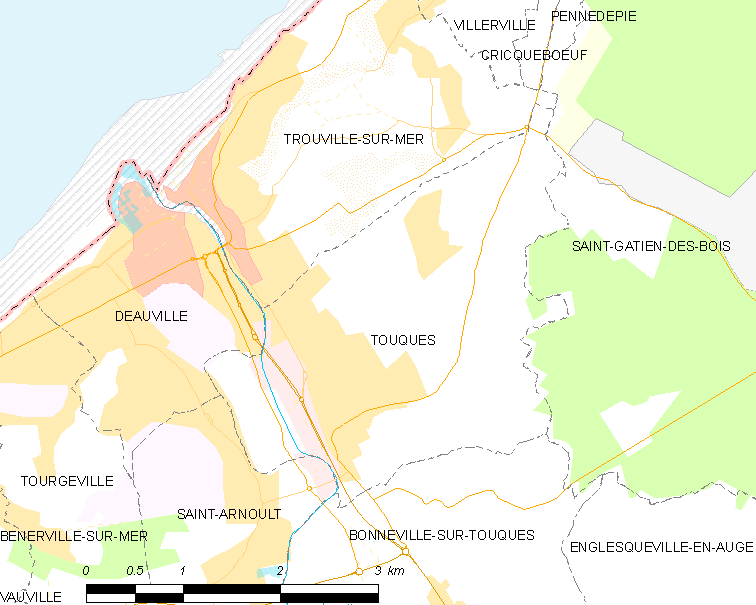
图克的OSM定位图

## 行政
图克的邮政编码为14800，INSEE市镇编码为14699。

## 政治
图克所属的省级选区为翁弗勒尔-多维尔县。

## 交通
卡尔瓦多斯省省道D27A线、D62线和D677线经过图克。卡尔瓦多斯省城际客运巴士21线经停图克。

## 人口

1962-2008年间图克人口变化图示

图克于2022年1月1日时的人口数量为3857人。